# 婦人相談員
女性相談支援員（じょせいそうだんしえんいん）とは、日本における女性相談支援センターや女性自立支援施設で女性への相談業務を行う者である。困難な問題を抱える女性への支援に関する法律第11条に規定されている。

## 概要
令和6年3月31日までは、婦人相談員（ふじんそうだんいん）と呼称され、売春防止法第34条、第35条、第36条にその規定があった。同法では婦人相談員の役割について「要保護女子につき、その発見に努め、相談に応じ、必要な指導を行い、及びこれらに付随する業務を行う」としている。また同法では都道府県知事及び市長が社会的信望のある者に婦人相談業務を委嘱できるとする。
婦人相談員の根拠法たる売春防止法は改正され、それに加えて新たに「困難な問題を抱える女性への支援に関する法律」が2024年4月から施行され、現在の名称となった。

## 全国女性相談支援員連絡協議会
全国女性相談支援員連絡協議会（にほんじょせいそうだんしえんいんれんらくきょうぎかい、英称：Japanese Association of Women's Counselor）とは、日本の女性相談支援員の全国ネットワーク団体である。略称「全女相（ぜんじょそう」）。
1960年設立。主に女性相談支援員の交流や政策へのアドボカシーを行う。全女相は全国47都道府県すべてに加盟する地域協議会を持つ。2024年より現在の名称となっている。
厚生労働省が2018年に行った「婦人保護事業等における支援実態等に関する調査研究（平成30年3月）」のワーキングチームの委員に、全婦相会長（当時）の松本周子が就任している。
なお、女性自立支援施設の全国団体として、全国女性自立支援施設等連絡協議会がある。

## 著名な女性相談支援員
- 兼松佐知子（東京都の女性相談支援員）
- 高里鈴代（沖縄県の女性相談支援員）
- 佐野文子